# 阑尾 (小说)
《阑尾》是余华的一篇短篇小说，完稿于1994年7月12日，最初发表于《作品》1995年第1期。其英文版曾入选美国高小阅读丛书。

## 情节
父亲曾是一位外科医生，25岁娶了一位纺织女工，生下了哥哥和“我”。他每天都要割掉20来条阑尾，并跟我们讲了一个故事——一个英国医生流落荒岛，一天得了阑尾炎，最后对着镜子自己给自己动手术解决了问题。父亲说如果他在小岛上也会那么做。那年秋天，父亲也得了阑尾炎。哥哥对“我”说，不要去找陈医生和王医生，而是去医院偷出手术包——他想看父亲自己给自己做手术。偷回手术包后，哥哥拿出大镜子，让父亲自己动手术。父亲大骂我们“畜牲”，让我们把母亲叫回了家。最终父亲阑尾穿孔了，身体再不能恢复从前，变成了一个内科医生。他常说我们其实是两条阑尾，害他差点丢了命。

## 分析
小说展现了未成年人与成年人迥异的思维特征。文中的兄弟俩怀着赤子之心，把父亲视作伟大的外科医生，将他的吹嘘当了真。可是当他们准备一睹父亲的风采时，却只有失望。另外，还展现了成年人的霸权意识。文中的父亲埋怨母亲“生了两条阑尾，平日里一点用都没有，到了紧要关头害得我差点丢了命”，全然不顾其实是自己的错误引导导致了这一切。而作品的语言也是颇具色彩，如形容父亲下班：“走回家时脚步咚咚咚咚，响亮而有力，走到家门口，他往往要先站到墙角撒一泡尿，那尿冲在墙上刷刷直响，声音就和暴雨冲在墙上一样”，勾勒出一个健壮男子的形象。篇尾以阑尾喻人，颇具幽默感，拓宽了小说的意趣。